# Paldiski maantee
La route de Paldiski (estonien : Paldiski maantee) est une rue du nord de Tallinn en Estonie.

## Présentation
La rue part du centre-ville, depuis le boulevard Toompuiestie, en direction de l'ouest, longe les frontières des arrondissements Tallinn-Nord et de Kesklinn, puis Tallinn-Nord  et de Kristiine, enfin, Tallinn-Nord et de l'Haabersti et la fin de la rue se trouve dans l'arrondissement de Haabersti où elle atteint la frontière de la ville et où elle croise la route Tallinn-Paldiski. 
Sa longueur est de 9,747 km, c'est l'une des rues les plus longues de la ville.
Au début de la rue se trouvent plusieurs hôtels, ainsi que des maisons construites au début et au milieu du XXe siècle. 
La route passe sous le pont ferroviaire,  par le dépôt de trolleybus et l'hippodrome. 
Plus loin dans la rue, il y a un complexe médical: une clinique psycho-neurologique, un hôpital pour maladies infectieuses, un hôpital et la polyclinique Merimeeste. 
La rue suit la baie de Kopli et la forêt de Veskimetsa, puis passe devant le zoo de Tallinn.
Près du zoo, la rue Rocca al Mare tee part de la rue de Paldiski menant au musée en plein air.
Plus loin, la route passe par le centre commercial Rocca al Mare et la salle de concert Saku Suurhall. 
Ensuite, la route longe le quartier de Väike-Õismäe et passe devant le lac Harku. Près du lac, là rue de Paldiski rejoint la frontière de la ville et se termine dans la route Tallinn-Paldiski. .

## Transports
La rue est empruntée par les lignes de trolleybus n° 1 et 5.
Les lignes de bus n° 8, 21, 21B, 22, 26, 26A, 33, 37, 40, 41, 41B, 42 , 46 , 47 et 59 paasent aussi dans Paldiski maantee.

## Lieux et monuments de la rue
| #    | Image | Nom                                      | Réf.  |
| ---- | ----- | ---------------------------------------- | ----- |
| 1    |       | Hôtel Von Stackelberg                    | [ 2 ] |
| 3    |       | City hotel                               | [ 3 ] |
| 4    |       | Hôtel Park Inn                           |       |
| 23   |       | Pont ferroviaire                         |       |
| 50   |       | Hippodrome de Tallinn                    |       |
| 80   |       | Siège de G4S Eesti                       |       |
| 81   |       | Siège de l’agence estonienne de la santé |       |
| 102  |       | Centre commercial Rocca al Mare          |       |
| 104b |       | Saku Suurhall-Unibet Arena               |       |
| 145  |       | Zoo de Tallinn                           |       |